# سفينة الحرية
سفينة ليبرتي وتعني حرية هي إحدى السفينتين، إلى جانب سفينة فري غزة، التين كسرتا الحصار المفروض على قطاع غزة منذ حزيران/يونيو 2007. وصلت السفينة إلى قطاع غزة في 23 أغسطس 2008 وكان على محملة بالمساعدات الإنسانية وعلى متنها عدد من المساندين للقضية الفلسطينية. وصل الناشطون إلى محطتهم النهائية بعد انطلاقهم من اليونان وتوقفهم في رودس وكريت وقبرص. حذرت إسرائيل سابقا الناشطين من الدخول إلى المياه الإقليمية للقطاع، لكنها سمحت لهم لاحقا بالمرور. أطلق اسم ليبرتي على السفينة تيمنا بسفينة يو أس ليبرتي التي قصفتها إسرائيل في حزيران 1967 قبالة مدينة العريش المصرية. تعود ملكية السفينة إلى بسياس فينيغيس وهو أكاديمي يوناني من مواليد الإسكندرية.

## وصلة داخلية
- حركة غزة حرة
- أسطول الحرية لغزة
- أهلا في فلسطين
- قافلة الصمود